# Ульяново (Крым)
Улья́ново (до 1948 года Мангу́т; укр. Улянове, крымскотат. Manğıt, Мангъыт) — исчезнувшее село в Ленинском районе Республики Крым, располагавшееся на юго-западе района и Керченского полуострова, примерно в 4 км к юго-западу от современного села Яркое.

## История
Первое документальное упоминание села встречается в Камеральном Описании Крыма… 1784 года, судя по которому, в последний период Крымского ханства Мангыт входил в Арабатский кадылык Кефинского каймаканства. После присоединения Крыма к России (8) 19 апреля 1783 года, (8) 19 февраля 1784 года, именным указом Екатерины II сенату, на территории бывшего Крымского Ханства была образована Таврическая область и деревня была приписана к Левкопольскому, а после ликвидации в 1787 году Левкопольского — к Феодосийскому уезду Таврической области. После Павловских реформ, с 1796 по 1802 год, входила в Акмечетский уезд Новороссийской губернии. По новому административному делению, после создания 8 (20) октября 1802 года Таврической губернии, Мангит был включён в состав Парпачской волости Феодосийского уезда.
По Ведомости о числе селений, названиях оных, в них дворов… состоящих в Феодосийском уезде от 14 октября 1805 года, в деревне Мангут числилось 14 дворов и 52 жителя. На военно-топографической карте генерал-майора Мухина 1817 года деревня Мангют обозначена с 14 дворами. После реформы волостного деления 1829 года Мангут, согласно «Ведомости о казённых волостях Таврической губернии 1829 года», отнесли к Агерманской волости (переименованной из Парпачской). На карте 1836 года в деревне 12 дворов. Затем, видимо, в результате эмиграции крымских татар, деревня заметно опустела и на карте 1842 года Мангыт обозначен условным знаком «малая деревня», то есть, менее 5 дворов.
В 1860-х годах, после земской реформы Александра II, деревню приписали к Владиславской волости. Согласно «Списку населённых мест Таврической губернии по сведениям 1864 года», составленному по результатам VIII ревизии 1864 года, Мангыт — владельческая татарская деревня с 21 двором, 92 жителями и мечетью при колодцах. На трёхверстовой карте Шуберта 1865—1876 года в деревне Мангыт обозначено 20 дворов. По «Памятной книге Таврической губернии 1889 года», по результатам Х ревизии 1887 года, в деревне Мангит числилось 32 двора и 162 жителя.
После земской реформы 1890-х годов деревню передали в состав Петровской волости.
По «…Памятной книжке Таврической губернии на 1892 год» в Мангите, входившем в Джапар-Бердинское сельское общество, числилось 149 жителей в 34 домохозяйствах, а в безземельном Мангите, не входившем в сельское общество — 33 жителя, домохозяйств не имеющих. На верстовой карте Крыма 1896 года в селении обозначено 36 дворов с татарским населением. По «…Памятной книжке Таврической губернии на 1902 год» в деревне Мангит, входившей в Джапар-Бердынское сельское общество, числилось 204 жителя в 42 домохозяйствах. По Статистическому справочнику Таврической губернии. Ч.II-я. Статистический очерк, выпуск пятый Феодосийский уезд, 1915 год, в деревне Мангит Петровской волости Феодосийского уезда числилось 42 двора (21 двор с землёй, 21 — безземельные) с татарским населением в количестве 165 человек приписных жителей и 41 «посторонних», из которых 111 мужчин и 95 женщин. Жители владели 336 десятинами удобной земли. В хозяйствах имелось 114 лошадей, 26 волов, 42 коровы и 271 голова овец, свиней, или коз.
После установления в Крыму Советской власти, по постановлению Крымревкома, 25 декабря 1920 года был образован Керченский (степной) уезд, а, постановлением ревкома № 206 «Об изменении административных границ» от 8 января 1921 года была упразднена волостная система и село вошло в состав Петровского района Керченского уезда, а в 1922 году уезды получили название округов. 11 октября 1923 года, согласно постановлению ВЦИК, в административное деление Крымской АССР были внесены изменения, в результате которых округа были отменены, Петровский район упразднили, влив в Керченский район. Согласно Списку населённых пунктов Крымской АССР по Всесоюзной переписи 17 декабря 1926 года, в селе Мангит, Сарыларского сельсовета Керченского района, числилось 52 двора, все крестьянские, население составляло 239 человек, все татары, действовала татарская школа I ступени (пятилетка). Постановлением ВЦИК «О реорганизации сети районов Крымской АССР» от 30 октября 1930 года (по другим сведениям 15 сентября 1931 года) Керченский район упразднили и село включили в состав Ленинского. По данным всесоюзной переписи населения 1939 года в селе проживало 258 человек. На подробной карте РККА Керченского полуострова 1941 года в селении Мангут отмечено 45 дворов.
В 1944 году, после освобождения Крыма от фашистов, согласно постановлению ГКО № 5859 от 11 мая 1944 года, 18 мая крымские татары были депортированы в Среднюю Азию. С 25 июня 1946 года селение в составе Крымской области РСФСР. Указом Президиума Верховного Совета РСФСР от 18 мая 1948 года, Мангут переименовали в Ульяново. Исключено из учётных данных в 1952 году, судя по доступным источникам, в связи с организацией Керченского полигона.

### Динамика численности населения
| - 1805 год — 52 чел. - 1864 год — 92 чел. - 1889 год — 162 чел. - 1892 год — 182 чел. | - 1902 год — 204 чел. - 1915 год — 165/41 чел. - 1926 год — 239 чел. - 1939 год — 258 чел. |